# Ereignisse auf Catan
Die Ereignisse auf Catan sind eine 2005 erschienene Ergänzung zum Spiel Die Siedler von Catan von Klaus Teuber aus dem Stuttgarter Kosmos-Verlag. Für die Illustrationen wurden zunächst von Franz Vohwinkel und später von Michael Menzel gezeichnete Motive des Catan-Kartenspiels bzw. ab 2010 der Fürsten von Catan verwendet. Die Rückseite der Karten zeigen ein verkleinertes Bild des Schachtelcovers der Atlantis-Erweiterung.
Mit den Ereignissen wird eine schon im Spiel Die Siedler von Nürnberg benutzte Idee aufgegriffen. Statt die Erträge jedes Zuges durch Würfel zu ermitteln, deckt der am Zug befindliche Spieler eine Ereigniskarte auf. Auf jeder Karte steht eine Zahl und bei einigen auch ein Ereignis, von dem alle oder einige Spieler positiv oder negativ betroffen sind.

## Inhalt
- 36 Ereigniskarten mit hellgrauer Rückseite gemäß der statistischen Verteilung von 2 W6-Würfeln, also z. B. 6 × die Sieben, und je einmal 2 und 12.
  - 2: Jeder Spieler erhält 1 Rohstoff seiner Wahl
  - 3: 1× darf der Spieler mit den meisten Ritterkarten oder der „Größten Rittermacht“ einem anderen Spieler eine Karte klauen, 1× kein Ereignis
  - 4: 2× wird der Räube zurück in die Wüste gesetzt, 1× kein Ereignis
  - 5: 1× darf der Spieler mit der „Längsten Handelsstraße“ einem Mitspieler einen Rohstoff klauen, 1× erhält der Spieler mit den meisten Ritterkarten 1 beliebigen Rohstoff, 2× kein Ereignis
  - 6: 1× gibt jeder Spieler seinem linken Nachbarn einen Rohstoff, 1× wird bei jedem Spieler eine Straße durch ein Erdbeben zerstört, die dann für die normalen Straßenbaukosten erst repariert werden muss, bevor neue Straßen gebaut werden können, 1× erhalten Spieler für ihre Städte nur 1 Rohstoff, 2× kein Ereignis
  - 7: Wie bei einer gewürfelten Sieben
  - 8: 1× erhalten Spieler für ihre Städte nur 1 Rohstoff, 4× kein Ereignis
  - 9: 1× erhalten Spieler mit den meisten Häfen 1 beliebigen Rohstoff, 3× kein Ereignis
  - 10: 1× muss der oder die Spieler mit den meisten Siegpunkten einem anderen Spieler einen Rohstoff schenken, 2× kein Ereignis
  - 11: 1× muss der oder die Spieler mit den meisten Siegpunkten einem anderen Spieler einen Rohstoff schenken, 1× kein Ereignis
  - 12: 1× erhalten Spieler mit den meisten Häfen 1 beliebigen Rohstoff
- 1 Karte Jahreswechsel mit schwarz-weißer Rückseite
- 1 Deckblatt mit Erläuterungen

## Verwendung
Vor Beginn des Spiels werden die 36 Ereigniskarten gemischt und 5 Karten verdeckt abgelegt. Darauf wird der Jahreswechsel und darauf die 31 übrigen Karten gelegt. Beim Aufdecken des Jahreswechsels werden alle 36 Ereigniskarten wieder gemischt und in gleicher Weise der Stapel neu gebildet.
Für die Nutzung mit der Städte & Ritter-Erweiterung wird empfohlen zunächst mit dem roten und dem Ereigniswürfel zu würfeln, das Würfel-Ereignis auszuführen und dann eine Ereigniskarte aufzudecken. Einige Ereignisse beziehen sich auf den Räuber, Ritterkarten oder Häfen. Bei Varianten, in denen diese nicht vorkommen, kann das Ereignis ignoriert und nur die aufgedruckte Würfelzahl berücksichtigt werden.
Da die statistischen Wahrscheinlichkeiten beim Würfeln nur für sehr viele Würfe gelten, gibt es während eines Spieles immer wieder Ausreißer in Bezug auf die Häufigkeit der Zahlen gegenüber der statistischen Wahrscheinlichkeit. Für viele Spieler ist das unbefriedigend. Da die Zahlen auf den 36 Ereigniskarten der statistischen Wahrscheinlichkeit entsprechen, ist dieser Effekt bei Nutzung der Ereigniskarten geringer. Natürlich kommt es auch dabei noch auf die Reihenfolge der Zahlen an. Wenn zunächst nur Karten mit Zahlen aufgedeckt werden an deren Landschaften noch keine Siedlungen stehen, kann ein Spieler, der später dort siedelt auch den Eindruck haben, dass „seine“ Zahlen nicht kommen.

### Variante
Von Spielern wurde folgende Variante vorgeschlagen: Jeder Spieler hat sein eigenes Ereignisdeck und stellt es wie beschrieben zusammen. Zu Beginn nimmt sich jeder Spieler die obersten 3 Karten auf die Hand, von diesen kann er entweder vor Beginn seines Zugs eine Karte als Würfelersatz spielen oder die oberste verdeckte Karte seines Stapels aufdecken und einsetzen. Hat er eine Karte aus der Hand gespielt, zieht er die oberste verdeckte Karte seines Stapels am Ende seines Zuges auf die Hand, so dass er bei seinem nächsten Zug wieder 3 Karten zur Auswahl hat.

## Verfügbarkeit
Die Ereignisse wurden zunächst einzeln über den Catan-Shop oder auf Messen verkauft und waren Teil der Atlantis-Erweiterung. Ab 2007 sind sie auch Bestandteil der Händler & Barbaren-Erweiterung.

## Besonderheit
In der ersten Auflage, die auch Bestandteil der Atlantis-Erweiterung war, wurde eine 10 zu viel und eine 11 zu wenig gedruckt. Ab 2006 wurde eine korrekte Ausgabe verkauft. Ab 2013 sind die Ereigniskarten auch Teil der App „Catan Brettspiel Assistent“.

## Auszeichnungen
- 2007 Origins Award – Game Accessory of the Year[1]

## Übersetzungen
- Englisch: Catan Event Cards™ (bei Mayfair Games) - Diese Ausgabe enthält zusätzlich einen aufgedruckten roten Würfel um sie mit The Cities & Knights of Catan™ zu verwenden, sowie 6 Karten um die Punktestände festzuhalten. Das Format der Karten ist größer als bei der deutschen Ausgabe.
- Französisch, Griechisch, Isländisch, Italienisch, Koreanisch, Lettisch, Niederländisch, Polnisch, Russisch, Slowenisch, Spanisch und Tschechisch als Bestandteil der Händler & Barbaren-Übersetzungen.